# حبيب بن الأسود
حبيب بن الأسود صحابي جليل من موالي بني حرام من الأنصار شهد مع النبي محمد ﷺ غزوة بدر وغزوة أحد. وقال موسى بن عقبة هو حبيب بن سعد وقال غيره هو حبيب بن الأسود بن سعد.